# 融州
融州，中国隋朝时设置的州。
开皇十八年（598年）改东宁州置，治所在义熙县（今广西壮族自治区融水苗族自治县）。大业二年（606年）废。唐朝武德四年（621年）复置，下辖义熙县、安修县（今广西罗城仫佬族自治县东门镇）、临牂县（后改为武阳县，今广西罗城县黄金镇）、黄水县（今广西融水县怀宝镇）。辖境相当今广西壮族自治区三江、融安、融水、罗城等县地。天宝元年（742年）改名融水郡，乾元元年复为融州，治所在融水县（即今广西壮族自治区融水苗族自治县）。元朝至元十六年（1279年）升为融州路，二十二年降为融州。明朝洪武十年（1377年）降州为县。
融州刺史
- 欧阳世普（623年）
- 刘绍策（唐高宗时）
- 封鲁卿（847年）
- 卢宾（851年，未任）
- 莫休符（899年）